# 13520 Félicienrops
13520 Félicienrops è un asteroide della fascia principale. Scoperto nel 1990, presenta un'orbita caratterizzata da un semiasse maggiore pari a 2,5880794 au e da un'eccentricità di 0,1715279, inclinata di 12,48623° rispetto all'eclittica.
L'asteroide è dedicato al pittore e incisore belga Félicien Rops.